# نايف خالد الماجد
نايف خالد الماجد لاعب كرة قدم بحريني معتزل كان يجيد اللعب في خط الدفاع.

## الإنجازات
- كأس ملك البحرين (1): 2015